# Fernando Hué de la Barrera
Fernando Hué de la Barrera (Chantada, 1871-1935) fue un ingeniero de caminos, canales y puertos español.

## Biografía
Fernando Hué de la Barrera, aunque nacido en Chantada (Lugo) vivió su infancia en El Puerto de Santa María (Cádiz), su adolescencia en Sevilla y en su juventud estudió en Madrid. Este ingeniero de caminos, canales y puertos fue destinado a Teruel en 1898 y en esta ciudad se casó con Virginia Herrero Villarroya en 1902. Fallecido en diciembre de 1935, fue enterrado en un panteón familiar de la ciudad de Teruel.

### Ingeniero en Teruel
La parte más destacada de su vida profesional la desarrolló en la Jefatura provincial de Obras Públicas de Teruel llegando, en algún momento, a ocupar la Jefatura de forma interina. Su vida transcurrió literalmente por toda la provincia turolense ya que fue el ingeniero encargado de sustituir los antiguos caminos carreteros por carreteras que permitiesen el paso de los coches y camiones de la época. Y se puede decir “literalmente” porque se iba por períodos de más de tres meses durante los cuales se afincaba en las zonas en las que construía las nuevas carreteras. Las actuales carreteras en el entorno de Albarracín y especialmente las correspondientes al Maestrazgo turolense, Sierra de Gúdar y parte del Bajo Aragón deben a Fernando Hué de la Barrera su diseño y construcción. No es fácil imaginar en pleno siglo XXI cómo pueblos aislados se veían comunicados con el exterior gracias a aquellas carreteras con un trazado que hoy vemos sinuoso pero que en aquel tiempo permitían remontar los puertos a los vehículos de pequeña potencia.

### El Viaducto

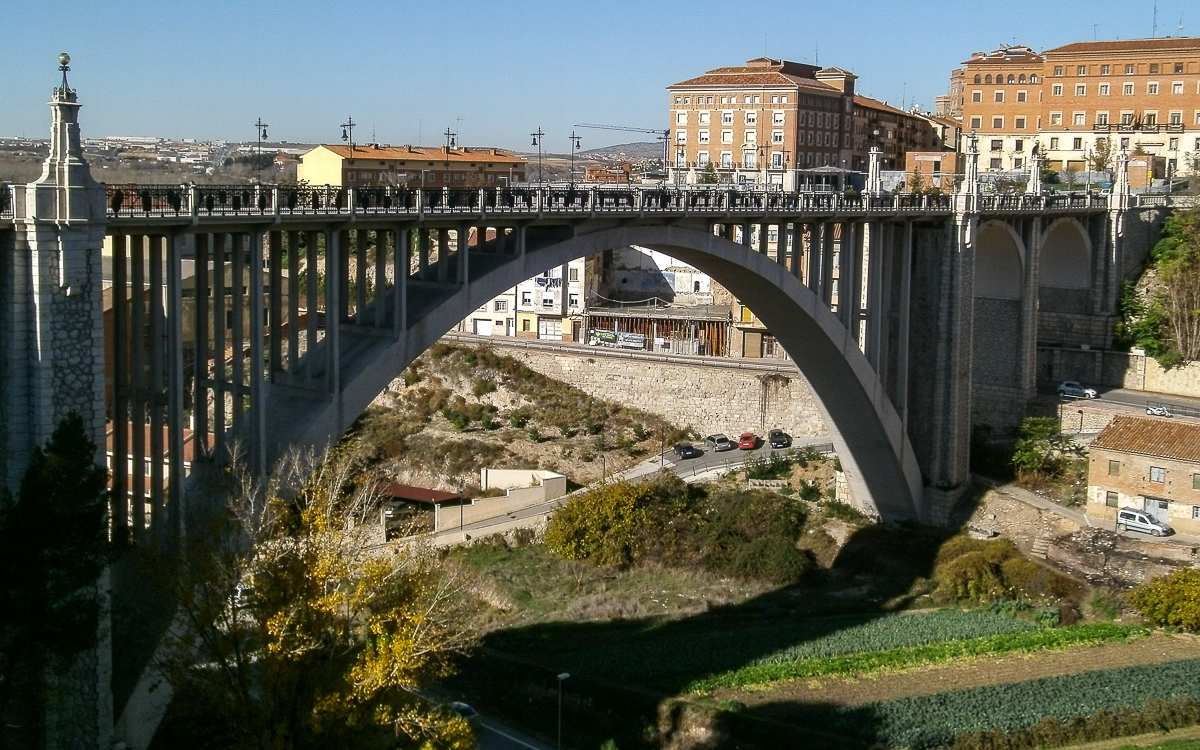
Viaducto viejo de Teruel.

Pero la aportación más decisiva para Teruel fue el viaducto viejo o viaducto de Fernando Hué, seña de identidad de la ciudad. Fernando Hué de la Barrera fue encargado del diseño de la variante de la carretera Teruel-Sagunto. La carretera nacía muy cerca del actual paseo de El Óvalo y descendía, primero, hasta cruzar la Rambla de San Julián, para remontar después la cuesta de Carrejete hasta alcanzar la muela que conduciría posteriormente al puerto de Escandón. El proyecto más sencillo, no cabe duda, era el acondicionamiento simple de esta parte de la carretera. Pero Fernando Hué de la Barrera advirtió que en los años veinte Teruel se había convertido en una ciudad y que necesitaba, al igual que otras ciudades españolas, como Barcelona o Zaragoza, un “ensanche”. Fue así como, una vez conocido el viaducto sobre el río Sitter en Suiza, pensó trasladarlo a la ciudad del Turia. La obra de ingeniería es de todos conocida: un magnífico puente de cinco arcos, siendo el principal de casi 80 metros de luz y más de 25 de altura sobre la Rambla de San Julián. Pero también, una obra de arquitectura por sus acabados en los ocho pilares en piedra blanca y con una rica ornamentación en hierro forjado en su barandilla. 
El viaducto de Fernando Hué de la Barrera ha representado en el siglo XX la posibilidad de que Teruel no quedase asfixiada en el antiguo roquedo medieval y se convirtiera en una ciudad con un Ensanche en que se construyeran los principales equipamientos como el Hospital del Salud, la plaza de toros, el campo de fútbol, además de innumerables casas que acogen hoy a más de la mitad de la población de Teruel. Pero, no lo olvidemos, en el siglo XXI constituye un magnífico paseo ciudadano abierto a los peatones y ha permitido que la muela de Pinilla siga creciendo hacia el futuro del Palacio de Congresos o Dinópolis.
En 1922 fue nombrado hijo adoptivo de Teruel.

### Ingeniero en Zaragoza y Madrid
Fernando Hué de la Barrera es destinado en 1925 al Canal de Aragón y Cataluña siendo nombrado un año después director del mismo. En agosto de 1926 su destinó cambió a la recientemente creada Confederación Hidrográfica del Ebro  donde trabajó con Manuel Lorenzo Pardo.
Posteriormente, en 1932 es nombrado ingeniero jefe de la provincia de Zaragoza y ascendido a la categoría de consejero inspector del Cuerpo de Caminos, Canales y Puertos.
Dos años más tarde, en 1934 es destinado al Consejo de Caminos de la Junta Superior Consultiva de Obras Públicas y un año después, en 1935, nombrado inspector de la zona este de España, que comprendía las provincias catalanas de Barcelona, Lérida, Gerona y Tarragona, además de las valencianas, Valencia, Castellón y Alicante, y también la provincia de Murcia.